# ハマビワ
ハマビワ（浜枇杷、学名: Litsea japonica）は、クスノキ科ハマビワ属の常緑小高木の1種である。樹皮は褐色で平滑。葉は互生し、厚い革質で先端は円頭、葉脈は裏面に隆起する。花期は10–11月、雌雄異株、数個の淡黄色の花からなる花序が葉腋にいくつかつく。果実は液果、翌年の春から初夏に碧紫色熟す。日本（中国地方以南）、韓国に分布し、沿岸域に生育する。「ハマビワ」の名は、海浜に生え、葉がビワに似ていることに由来するとされる。

## 特徴
常緑小高木であり、高さ7メートル (m) ほどになるが、幹は叢生し、樹形は楕円形（図2a）。樹皮は褐色で平滑（図2b）。小枝は太く、黄褐色の綿毛が密生する。葉芽は長楕円形、先端はとがり、芽鱗は幅広く、白毛がある。花芽は球形、新枝の葉腋につく。
葉は互生し、枝先に集まってつく（図1, 3）。葉柄は長さ1.5–4センチメートル、黄褐色の綿毛が密生する。葉身は長楕円形、長さ 7–15 cm、幅 2–5 cm、基部は広くさび形、先端は円頭、葉縁は全縁でやや裏面にそり気味になる（図1, 3）。革質で厚く、表面は暗緑色で中肋以外は無毛、光沢があり、裏面には黄褐色の綿毛が密生する。葉脈は羽状、側脈は8–12対、網脈とともに裏面に隆起する（図1, 3）。
雌雄異株、花期は10–11月。葉腋に2–4個の散形花序がつき（図3a）、花序柄は湾曲し軟毛が密生し長さ5–14ミリメートル (mm)、総苞片は4–6枚、円形、幅 7–8 mm、外面に軟毛が密生する。1花序は5–6個の黄白色の花からなり、花柄は長さ 1.5–2.5 mm、花托は雄花では皿状、雌花では短筒状、花被片は6枚、披針形、長さ約 2.5 mm、外面・内面とも有毛。雄花には雄しべは9–12個（3個ずつ3–4輪）、長さ 6–7 mm、花糸はほぼ無毛、花外に突き出ており、葯は4室、内輪の雄しべの花糸基部には1対の腺体があり、中央に不稔雌しべが1個、長さ約 2.3 mm。雌花には仮雄しべが6個、内側3個の仮雄しべ基部には1対の腺体があり、雌しべは1個、長さ約 4.5 mm、子房は球形で長さ 1.5 mm、柱頭は2–3裂している。
果実は液果で未熟なものは緑色（図3b）、翌年の春から初夏に碧紫色に熟し、楕円形、長さ 15–18 mm、基部は杯状の果托で包まれる（図1, 3b）。種子は楕円形で暗褐色。

## 分布
本州（山口県、島根県）、四国、九州、沖縄、韓国の暖帯から亜熱帯域に分布する。暖地の海岸林に生育する。

## 人間との関わり
防風、防潮、砂防のためにしばしば植栽される。庭木とされることもある。

## 名称
「ハマビワ」の名は、海浜に生え、葉がビワ（バラ科）に似ているためとされることが多いが、風にそよぐ葉が立てる音に基づくとする説もある。別名の「ケイジュ」は、桂樹の音読みとされる。「シャクナンショ」ともよばれるが、これはシャクナン樹の意味であり、樹の姿がシャクナゲに似ていることに由来すると考えられている。